# En critik öfver critiker
En critik öfver critiker, med utkast til en lagstiftning i snillets verld är en skrift av Thomas Thorild som utgavs 1791.
I skriften lägger Thorild fram sin syn på grundlagarna för den kritiska granskningen av litterära verk: att veta vad man ska döma, att döma allt efter dess egen art och att veta att inget görs för sina fels skull utan för sitt värdes skull. Skriften var samtidigt ett angrepp på trätobrodern Johan Henric Kellgren vars kritiska gärning Thorild såg som missriktad. Med sitt djärva, djupsinniga innehåll och sin stilistiska briljans betraktas En critik öfver critiker som Thorilds viktigaste prosaverk.